# یواس‌اس فلم‌بو (آی‌ایکس-۹۱۲)
یواس‌اس فلم‌بو (آی‌ایکس-۹۱۲) (به انگلیسی: USS Flambeau (IX-912)) یک کشتی بود که طول آن ۴۴۵ فوت (۱۳۶ متر) بود. این کشتی در سال ۱۹۴۵ ساخته شد.